# Richard Genzer
Richard Genzer (* 20. prosince 1966 Praha), také známý jako Geňa, je český filmový a divadelní herec, komik, moderátor, zpěvák, tanečník, bavič, scenárista, choreograf a porotce soutěže StarDance.

## Počátky
Narodil se v Praze, kde vystudoval taneční konzervatoř. Zde poznal svého kamaráda Michala Suchánka.

## Televizní a filmová kariéra
Po studiích začal pracovat jako tanečník ve skupině UNO, později vystupoval i v muzikálech. Nejúspěšnějšími byly Krysař, West Side Story a Dracula. V roce 2000 spolu s Michalem Suchánkem, Josefem Cardou a Veronikou Žilkovou účinkoval v zábavném pořadu TV Nova Tele Tele, díky němuž vešel v divácké povědomí. S Michalem Suchánkem pokračoval ve spolupráci i po skončení pořadu Tele Tele na pořadu MR. GS a na internetové televizi Stream.cz v pořadu Kalendář Míši a Ríši.
Hrál v několika filmech, ke kterým patří Kameňák 2 i jeho třetí pokračování, Sněženky a machři po 25 letech nebo Láska za milion.
Od roku 2011 vystupoval na TV Prima v improvizačním pořadu Partička společně s Michalem Suchánkem, Ondřejem Sokolem a Igorem Chmelou, v roce 2017 se tato série obnovila s Michalem Suchánkem, Igorem Chmelou, Daniel Danglem, Michalem Novotným a s Geňou v pořadu TGM: Talkshow Geni a Míši. V roce 2015 přestoupil s celým týmem Partičky na TV Barrandov, kde založili nový improvizační pořad La Parta. Vídat ho lze také v divadle a na divadelních zájezdech, které s Partičkou pořádají.
Genzer byl zároveň hlavním činitelem, který pomohl kapele The Silver Spoons na cestě k úspěchu tím, že se objevil v jejich prvním oficiálním videoklipu „He's Got My Money Now“. V roce 2018 se účastnil taneční televizní soutěže StarDance …když hvězdy tančí, od ročníku 2019 pak působí jako její porotce.
Podílel se na vzniku knih Srandy Srandy Srandičky (2006), Chytrost nejsou žádné čáry (2006) a Se psem mě baví svět (2017).
Geňa společně se Suchošem založili internetovou televizní stanici TVIDIOT.CZ.

## Osobní život
Jeho exmanželkou je zpěvačka Linda Finková, se kterou má dceru Viktorii (* 1999) a syna Matyáše (* 2008).
Je fanouškem klubu Bohemians Praha 1905.

## Filmografie

### Filmy
- 1971 – Dívka na koštěti
- 1990 – Takmer ružový príbeh
- 2004 – Kameňák 2
- 2005 – Kameňák 3
- 2008 – Sněženky a machři po 25 letech
- 2009 – Láska za milion
- 2013 – Revival
- 2015 – Vybíjená
- 2015 – Věneček
- 2016 – Rudý kapitán
- 2018 – Pat a Mat: Znovu v akci
- 2021 – Nedělej Zagorku!
- 2021 – Kumštýři: Ostruhy nekonečna
- 2022 – Dimenze
- 2023 – Hovnays

### Televize
- 1988 – Chlapci a chlapi (TV seriál)
- 1998 – XXL (TV pořad)
- 1999 – Katapult (TV pořad)
- 2000 – Pra pra pra (TV seriál)
- 2000 – Deníček Ivety B. (TV pořad)
- 2000–2007 – Tele Tele (TV pořad)
- 2003 – NE-E (TV pořad)
- 2004 – Ku-ku (TV pořad)
- 2005 – Ulice (TV seriál)
- 2005 – Zvoňte dvakrát! (TV pořad)
- 2007 – Jsi chytřejší než páťák? (TV pořad)
- 2008–2009 – Kalendář Míši a Ríši (internetový pořad)
- 2008–2010 – Mr. GS (TV pořad)
- 2009 – Partička (TV pořad)
- 2010 – Talentmania (TV pořad)
- 2011–dosud – Partička (TV pořad)
- 2011 – Máš minutu! (TV pořad)
- 2011 – Mezi hvězdami (TV pořad)
- 2014 – TGM: Talkshow Geni a Míši (TV pořad)
- 2015 – La Parta (TV pořad)
- 2015 – Co by bylo kdyby (internetový pořad)
- 2016 – Kdo to ví? (TV pořad)
- 2016–2018 – Jetelín (TV seriál)
- 2017 – Nádraží (TV seriál)
- 2017–2018 – Ohnivý kuře (TV seriál)
- 2017–dosud – TIKI-TAKA (TV pořad)
- 2018 – Zase pondělí! (TV pořad)
- 2018 – Inspektor Max (TV seriál)
- 2018 – 3 + 1 z Jetelína (TV seriál)
- 2018 – StarDance …když hvězdy tančí (9. řada) (TV pořad)
- 2019 – Parta z penzionu (TV pořad)
- 2019 – Pouť: Rozjetý devadesátky (internetový seriál)
- 2019 – StarDance …když hvězdy tančí (10. řada) (TV pořad)
- 2020–2021 – Kulendář Míši a Ríši (internetový pořad)
- 2021 – StarDance …když hvězdy tančí (11. řada) (TV pořad)
- 2021–dosud – Inkognito (TV pořad)
- 2022 – Zoo (TV seriál)
- 2022 – Polda (TV seriál)
- 2023 – Plnej Kotel (internetový pořad)
- 2023 – Karavan (internetový pořad)
- 2023 – StarDance …když hvězdy tančí (12. řada) (TV pořad)
- 2024 – StarDance …když hvězdy tančí (13. řada) (Tv pořad)

### Dabing
- 1996 – Hvězdy na zemi (film)
- 1996 – Zapomeň na Paříž (film)
- 1998 – Felicity (TV seriál)
- 2005 – Rychlý Stripes (film)
- 2008 – Repo: Genetická opera! (film)
- 2012 – Happy Feet 2 (film)
- 2015 – Polaris aneb vesmírná ponorka a tajemství polární noci (film)
- 2017 – Příšerky pod hladinou (film)
- 2018 – Lucie a tajemství padajících hvězd (film)
- 2019 – Fany a pes (film)

### Divadlo
- premiéra 1985 – Dívčí válka
- premiéra 1993 – West Side Story
- premiéra 1995 – Dracula
- premiéra 1996 – Krysař
- premiéra 2002 – Kleopatra
- premiéra 2004 – Tři mušketýři
- premiéra 2007 – Angelika
- premiéra 2013 – Večírek
- premiéra 2016 – Ať žijí duchové
- premiéra 2019 – Kvítek mandragory
- premiéra 2021 – Něco shnilého! (Something Rotten)
- premiéra 2022 – Slunce, seno, jahody

### Hudební videoklipy
- 1998 – Maxim Turbulenc: Mraveneček
- 2012 – Los Rotopedos: Moscau
- 2012 – SANTA SUPERSTAR - Vánoční zázrak
- 2017 – Těžkej Pokondr: Sketmen (Kretén)
- 2017 – Johny Machette: Bylo to tak
- 2018 – Xindl X - ZZZ (pro Světlušku) ft. Jananas
- 2018 – The Silver Spoons - He's Got My Money Now
- 2020 – Mirai ft. Nikol Štíbrová: Dej si roušku
- 2020 – Marek Ztracený - Tak se nezlob

## Scénář

### Televize
- 1998 – XXL (TV pořad)
- 2000–2007 – Tele Tele (TV pořad)
- 2007 – Jsi chytřejší než páťák? (TV pořad)
- 2008–2010 – Mr. GS (TV pořad)
- 2014 – TGM: Talkshow Geni a Míši (TV pořad)
- 2015 – Co by bylo kdyby (internetový pořad)

### Divadlo
- premiéra 2017 – Muž se železnou maskou

## Knihy
- Chytrost nejsou žádné čáry (2006)
- Srandy Srandy Srandičky (2006)
- Se psem mě baví svět (2017)